# Oscar Piastri
Oscar Piastri (Melbourne, Australija 6. travnja 2001.) je australski vozač Formule 1, vozi za McLaren i trenutno je vodeći u prvenstvu.

## Početak utrkivanja
Piastri je započeo utrkivanje upravljanjem automobila na daljinsko upravljanje, osvojivši svjetsku titulu s devet godina. Kasnije je prešao u karting, postavši šampion u Australiji prije nego što se 2015. preselio u Europu.

## Juniorska karijera

### Karting (2011. – 2016.)
Počeo se natjecati u daljinski upravljanim automobilima u dobi od devet godina, osvojivši nacionalnu titulu – vozeći brže od starijih natjecatelja. Karting karijeru nastavio je u Australiji: 2014. postao je državni i nacionalni prvak (Junior Clubman), a 2015. osvojio 3. mjesto u australskoj nacionalnoj karting seriji klase KF3.
2016. preselio se u Europu, potpisao za Ricky Flynn Motorsport i osvojio 6. mjesto na FIA prvenstvu svijeta kartinga te 6. mjesto u WSK Super Master Seriesu.
Iako mladi Piastri nije dominirao u kartingu na razini najelitnijih utrka, njegova snaga se pokazala kad je prešao na formule. 

## Formula 4 (2016. – 2017.)
2016./17. F4 UAE: debitirao s Dragon F4 teamom, osvojio 6. mjesto ukupno s 2 postolja.
2017. Britanska F4 (TRS Arden): ostvario 6 pobjeda i 6 prvih startnih mjesta te završio kao viceprvak prvenstva.
U ova dva razreda osvojio ukupno 6 pobjeda, 13 postolja i 6 prvih startnih mjesta već u prvoj ozbiljnoj sezoni u jednosjedima.

## Formula Renault Eurocup (2018. – 2019.)
2018. (Arden Motorsport): debitirao u širem europskom okruženju – osvojio 3 postolja i završio na 8. mjestu prvenstva.
2019. (R‑ace GP): dominirao sezonom s 7 pobjeda, 11 postolja, 5 prvih startnih mjesta, ukupno 320 bodova i titula prvaka 7.5‑bodovnom razlikom u odnosu na Victora Martinsa. 
U F‑Renault Eurocupu osvojio je 11 postolja iz 20 utrka.

## FIA Formula 3 (2020. – Prema Racing)
Debitirajući u Formuli 3, odmah je osvojio prvu utrku na Red Bull Ringu u Austriji. Osvojio niz postolja na Hungaroringu, Barceloni, Monzi što su mu osiguralo naslov s ukupno 164 bodova, samo tri boda ispred Pourchairea i Logan Sargeanta.
Zanimljivost iz te sezone je da je osvojio naslov bez ijedne ostvarene prve startne pozicije kroz sezonu.

## FIA Formula 2 (2021. – Prema Racing / Alpine Academy)
U prvoj sezoni u Formule 2 ostvario je 6 pobjeda, 5 prvih startnih mjesta, postavljao najbrže krugove i završio naslov sa 60,5 bodova prednosti nad timskim kolegom iskusnim Robertom Švarcmanom.

## Formula 1 karijera: McLaren (2023. – danas)

#### 2023. Debi i snažan početak
Piastri je ušao u F1 sezonu kao zamjena za Danijela Ricciarda, uparen s Landom Norrisom.
Bolid MCL60 imao je slab početak, što je rezultiralo neuvjerljivim plasmanima i čak nekoliko odustajanja u prvim utrkama. Prvi bodovi stigli su u njegovoj domaćoj utrci u Australiji – plasmanom na 8. mjesto nakon starta sa 16. mjesta. Osvojio pobjedu na sprint utrci u Kataru te 2. mjesto u utrci.
Na kraju sezone završio je s 97 bodova, na 9. mjestu u poretku vozača, s dva puta na podiju (Japan – 3., Katar – 2.) i sprint pobjeda u Kataru.

#### 2024. Prvi Grand Prix uspjesi i konstruktorski naslov za McLaren
Prvu pobjedu ostvaruje na Hungaroringu (VN Mađarske) u srpnju 2024., te zatim dodatnu u Azerbajdžanu, čime postaje peti Australac s pobjedom u povijesti F1.
Tu sezonu završava na 4. mjestu, a odvozio ju je bez odustajanja. Jedini vozač uz Schumachera, Hamiltona i Verstappena koji je odvozio sve krugove u sezoni bez odustajanja.

#### 2025. Dominacija i vodstvo u prvenstvu
U prvih 12 utrka sezone osvojio je pet pobjeda (Kina, Bahrein, Saudijska Arabija, Miami, Španjolska), 4 prvih startnih mjesta i 10 podiuma, a nijedno odustajanje — čime trenutno drži vrh Svjetskog poretka s 234 boda.

## Osobni život
Ima talijansko, jugoslavensko, kinesko, škotsko i irsko porijeklo. Podršku mu pruža menadžer Mark Webber, bivši F1 vozač. Van staze voli kriket, australski nogomet, košarku i sim‑utrke. Stanuje u Monte Carlu sa svojom djevojkom Lily Zneimer.

### Potpuni popis rezultata u Formuli 1
(legenda) (Utrke označene debelim slovima označuju najbolju startnu poziciju) (Utrke označene kosim slovima označuju najbrži krug utrke)
| Godina | Konstruktor | 1.      | 2.     | 3.    | 4.     | 5.     | 6.     | 7.     | 8.     | 9.     | 10.   | 11.   | 12.     | 13.   | 14.    | 15.   | 16.   | 17.   | 18.     | 19.   | 20.    | 21.    | 22.   | 23.   | 24.    | Bodovi | Poredak |
| ------ | ----------- | ------- | ------ | ----- | ------ | ------ | ------ | ------ | ------ | ------ | ----- | ----- | ------- | ----- | ------ | ----- | ----- | ----- | ------- | ----- | ------ | ------ | ----- | ----- | ------ | ------ | ------- |
| 2023.  | McLaren     | BHR Ret | SAU 15 | AUS 8 | AZE 11 | MIA 19 | MON 10 | ŠPA 13 | KAN 11 | AUT 16 | VBR 4 | MAĐ 5 | BEL Ret | NIZ 9 | ITA 12 | SIN 7 | JAP 3 | KAT 2 | SAD Ret | MEX 8 | SÃO 14 | LVG 10 | ABU 6 |       |        | 97     | 9.      |
| 2024.  | McLaren     | BHR 8   | SAU 4  | AUS 4 | JAP 8  | KIN 8  | MIA 13 | EMI 4  | MON 2  | KAN 5  | ŠPA 7 | AUT 2 | VBR 4   | MAĐ 1 | BEL 2  | NIZ 4 | ITA 2 | AZE 1 | SIN 3   | SAD 5 | MEX 8  | SÃO 8  | LVG 7 | KAT 3 | ABU 10 | 292    | 4.      |
| 2025.  | McLaren     | AUS 9   | KIN 1  | JAP 3 | BHR 1  | SAU 1  | MIA 1  | EMI 3  | MON 3  | ŠPA 1  | KAN 4 | AUT 2 | VBR 2   | BEL 1 | MAĐ 2  | NIZ   | ITA   | AZE   | SIN     | SAD   | MEX    | SÃO    | LVG   | KAT   | ABU    | 284    | 1.      |